# Paroxyartes
Paroxyartes is een geslacht van Phasmatodea uit de familie Diapheromeridae. De wetenschappelijke naam van dit geslacht is voor het eerst geldig gepubliceerd in 1913 door Carl.

## Soorten
Het geslacht Paroxyartes is monotypisch en omvat slechts de volgende soort:
- Paroxyartes dohertyi Carl, 1913